# The Miller and the Sweep
The Miller and the Sweep è un film del 1897 di George Albert Smith, uno dei primi registi del cinema inglese, appartenente alla scuola di Brighton. Negli Stati Uniti è conosciuto come The Miller and Chimney Sweep.

## Trama
Da un mulino a vento esce un mugnaio con un sacco di farina, che si incammina verso la macchina da presa. Improvvisamente si scontra con uno spazzacamino e ne nasce una lite dove ognuno dei due prende colpi dal sacco dell'altro, macchiandosi di bianco e di nero. Spazzacamino e mugnaio scappano inseguiti dalla popolazione.